# مورتال كومبات (لعبة فيديو 1992)
مورتال كومبات (بالإنجليزية: Mortal Kombat)‏ هو الجزء الأول من سلسلة ألعاب مورتال كومبات، من إنتاج شركة ميدواي الأمريكية. صدر للاستخدام المنزلي في عام 1993 على جهاز سيجا، بعد أن صدر في عام 1992 في صالات الألعاب Arcade

## القصة
قصة اللعبة مستوحاة من الخيال، ولم تكن القصة واضحة في الجزء الأول، إذ تم معرفة الأحداث من خلال الجزء الثاني.

## الشخصيات
في اللعبة سبعة شخصيات وهم:
- جوني كايج
- كانو
- رايدن
- ليو كانغ
- سكوربيون
- ساب-زيرو
- سونيا بليد

بالإضافة إلى جورو الغول الذي يعمل لصالح شانغ تسونغ، والأخيران هما الأشرار في اللعبة، ولا يمكن اللعب بهما، لكن يمكن مباراتهما.
وأخيرا ربتايل وهي شخصية سرية، يمكن مباراتها، لكن لا يمكن اللعب بها أيضا.

## وصلات خارجية
- Mortal Kombat at موبي جيمز
- مورتال كومبات 1 على موقع IMDb (الإنجليزية)
- Mortal Kombat على موقع القائمة القاتلة لألعاب الفيديو